# Dunisia
 (juin 2021).
Si vous disposez d'ouvrages ou d'articles de référence ou si vous connaissez des sites web de qualité traitant du thème abordé ici, merci de compléter l'article en donnant les références utiles à sa vérifiabilité et en les liant à la section « Notes et références ».
Dunisia est une déesse gauloise des oppida.

## Étymologie
Dunisia vient du gaulois dunon, signifiant fort, forteresse. On le retrouve par exemple dans Lugdunum, Lyon, capitale des Gaules romaines : Lug-dunon.
Au juste, le radical dun- réfère à l'éminence, la hauteur, sur laquelle on construisait les oppida ou villes celtiques.

## Mentions
Répertoriée chez les Ségusiaves, elle est mentionnée sur une inscription retrouvée lors de la destruction de l'église de Bussy-Albieux, près de Feurs, en 1879. 
Cette déesse de la forteresse peut être rapprochée de la déesse Ratis de Grande-Bretagne.